# Pasochoa
Le Pasochoa est un volcan éteint qui s'élève à 4 199 m dans les Andes, dans la province de Pichincha en Équateur. La forme actuelle de la montagne est un cratère effondré de forme semi-circulaire. Cette structure est apparue il y a environ 100 000 ans après une éruption qui a détruit le cratère et le versant occidental du cône volcanique précédent.